# Cophixalus zweifeli
Cophixalus zweifeli är en groddjursart som beskrevs av Davies och McDonald 1998. Cophixalus zweifeli ingår i släktet Cophixalus och familjen Microhylidae. IUCN kategoriserar arten globalt som otillräckligt studerad. Inga underarter finns listade i Catalogue of Life.